# Johann Conrad Zeune der Ältere
Johann Conrad Zeune der Ältere (geboren 20. Mai 1764 in St. Georgen, Fürstentum Bayreuth; gestorben 22. Februar 1823 in Thurnau, Königreich Bayern) war ein deutscher Kattunformschneider und Holzstecher.

## Leben

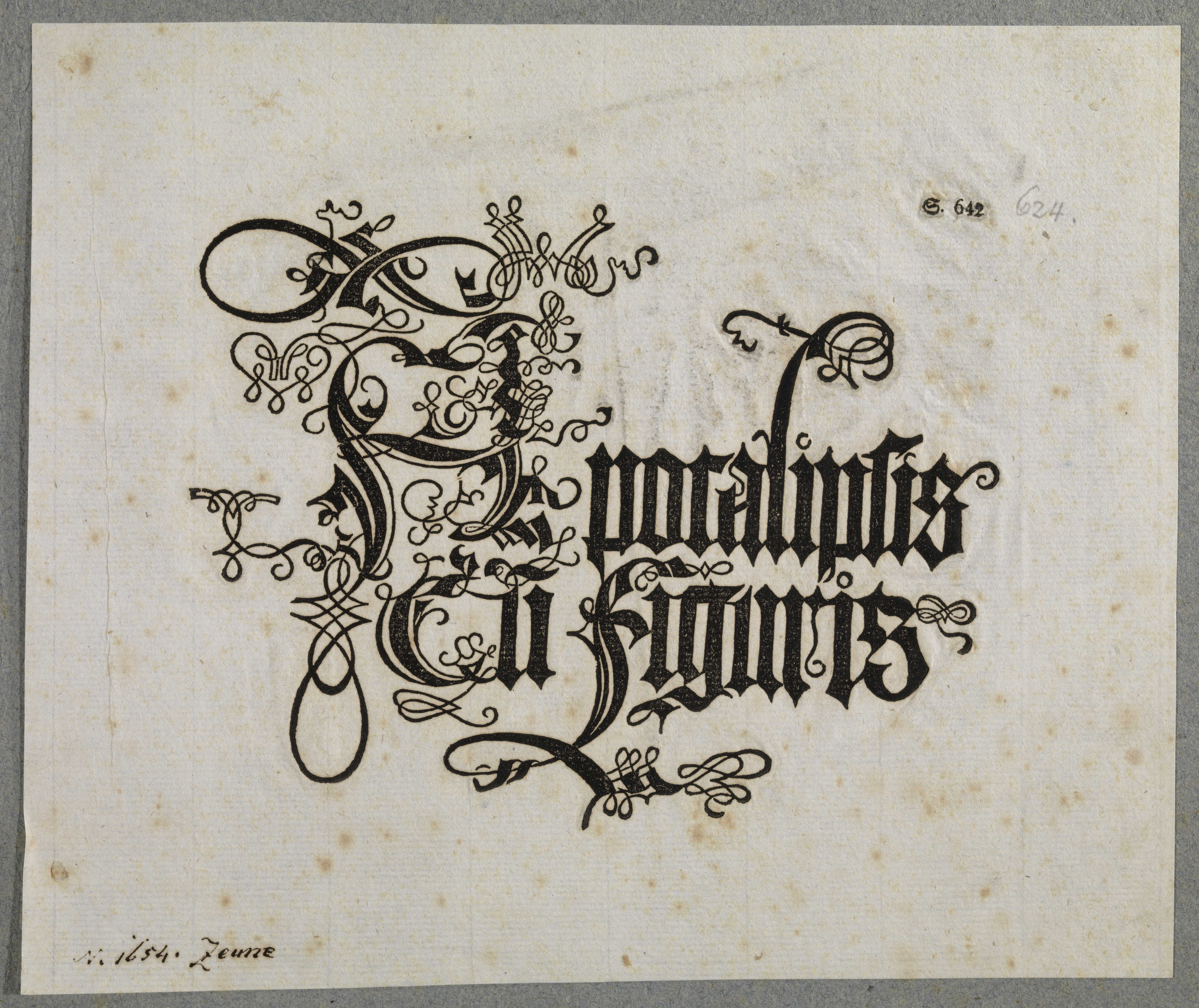
Albrecht Dürers Apocalipsis cum figuris, als Faksimile im Holzschnitt spätestens 1823 von Zeune vervielfältig;
Blatt in der Staatsbibliothek Bamberg

Zeune war Sohn des Kattunformschneiders Johann Eduard Zeune, bei dem er seine Ausbildung im Zeichnen und Holzschneiden erhielt. Anschließend war er vor allem als Holzschneider in Bamberg sowie in Thurnau für Buch- und Stoffdrucke. Sein Talent als Holzschneider konnte er jedoch nicht ausreichend ausformen, „da er zu häufig Arbeiten übernehmen musste, die ihn künstlerisch nicht weiterbrachten, wie z. B. das Schneiden von Stoffdruckmodeln.“
Seine Söhne, darunter Johann Conrad Zeune der Jüngere, unterrichtete er ebenfalls im Holzschneiden.

## Bekannte Werke (Auswahl)
Die in Joseph Hellers Monogrammen-Lexikon angegebenen Holzschnitte stammen nicht – wie bei Thieme-Becker angegeben, von Zeuner d. Ä., sondern von Zeuner d. J.
- Holzschnitte in Johann Georg Heinritz: Addresse- und Hand-Buch für den Ober-Main-Kreis, Baireuth: Höreth, 1821[1]